# Please Mr. Postman
«Please Mr. Postman» (с англ. — «Пожалуйста, господин почтальон») — песня, вышедшая на дебютном сингле группы The Marvelettes. Песня достигла первой позиции в чартах Billboard Hot 100 и R&B chart и неоднократно перепевалась многими исполнителями; кавер-версия, записанная группой The Carpenters, в начале 1975 года снова заняла первую строчку в хит-параде Billboard Hot 100.

## Версия The Marvelettes
Группа The Marvelettes (тогда ещё использовавшая название The Marvels) прослушивалась на лейбле Tamla в апреле 1961 года. Для прослушивания группа нуждалась в оригинальном материале, и тогда одна из участниц группы, Джорджия Доббинз, несколько переписала под группу песню, написанную её другом Уильямом Гарреттом. Впоследствии Доббинз покинула группу, а Берри Горди (основатель и продюсер лейбла) поручил авторскому коллективу Брайана Холланда и Роберта Бейтмана ещё поработать над песней (в этой финальной переработке принял участие также Фредди Горман).
В версии The Marvelettes основной вокал исполняет Глэдис Хортон; музыкальное сопровождение исполнялось группой The Funk Brothers.
В записи участвовали:
- Глэдис Хортон (англ. Gladys Horton) — основной вокал и подголоски
- Ванда Янг (англ. Wanda Young) — подголоски
- Джорджанна Тиллман (англ. Georgeanna Tillman) — подголоски
- Хуанита Коварт (англ. Juanita Cowart) — подголоски
- Группа The Funk Brothers — музыкальное сопровождение, а именно:
  - Марвин Гэй — ударные
  - Бенни Бенджамин (англ. Benny Benjamin) — ударные
  - Джеймс Джеймерсон (англ. James Jamerson) — бас-гитара
  - Ричард Вайли (англ. Richard «Popcorn» Wylie) — фортепиано
  - Эдди Браун (англ. Eddie «Bongo» Brown) — перкуссия

Позиции в чартах:
| Чарт (1961)                | Высшая позиция |
| -------------------------- | -------------- |
| U.S. Billboard Hot 100     | 1              |
| U.S. Billboard R&B Singles | 1              |

## Версия The Beatles
Группа «Битлз» включила эту песню в свой живой репертуар ещё в 1962 году, однако, ко времени записи второго альбома группы (With the Beatles) она уже выпала из их привычного репертуара, поэтому потребовала довольно значительной студийной работы. Запись песни состоялась 30 июля 1963 года в студии «Эбби Роуд», всего было записано 9 дублей. Для своей версии участники группы несколько изменили текст песни (так как в оригинале он ведётся от женского лица).
Музыкальный критик Иэн Макдональд негативно оценил эту кавер-версию за слишком плотный звук и «общую безвоздушность».
В записи участвовали:
- Джон Леннон — дважды записанный и сведённый основной вокал, ритм-гитара
- Пол Маккартни — подголоски, бас-гитара
- Джордж Харрисон — подголоски, соло-гитара
- Ринго Старр — ударные

## Версия The Carpenters
Версия The Carpenters по звучанию походит на рок-н-ролльную композицию конца 1950-х. Сингл был выпущен в конце 1974 года, а уже в январе 1975 достиг первой строчки в хит-парадах Billboard Hot 100 и Hot Adult Contemporary Tracks; диск стал «золотым» (было продано более миллиона копий). На данную композицию был снят музыкальный клип.

### В записи участвовали
- Карен Карпентер — вокал
- Ричард Карпентер — вокал

### Позиции в чартах
Еженедельные чарты:
| Чарт (1974)                        | Высшая позиция |
| ---------------------------------- | -------------- |
| Canadian Singles Chart             | 1              |
| Oricon International Singles Chart | 1              |
| Oricon (Japanese) Singles Chart    | 11             |
| UK Singles Chart                   | 2              |
| U.S. Billboard Hot 100             | 1              |
| U.S. Billboard Easy Listening      | 1              |

Годовые чарты:
| Год  | Чарт                  | Позиция |
| ---- | --------------------- | ------- |
| 1975 | Канада (RPM Year-End) | 11      |

## Варианты указания авторства песни
Указания авторства песни неоднократно менялись от издания к изданию. Оригинальный сингл указывает в качестве авторов Доббинз/Гаретт/Брайанберт («Брайанберт» — это псевдоним, обозначающий авторский дуэт Брайана Холланда и Роберта Бейтмана). На обложке альбома With the Beatles авторство приписывается лишь Брайану Холланду. В книге «All Together Now», посвящённой дискографии «Битлз», в качестве авторов указываются Холланд, Бейтман и Берри Горди. В коробочном наборе «Hitsville USA: The Motown Singles Collection» (1992 г.) в качестве авторов указаны Доббинз, Гарретт, Холланд, Бейтман и Горман. В Зале славы композиторов песня приписывается Холланду, Бейтману и Горману. EMI Music Publishing, нынешний издатель этой песни, приводит в качестве авторов всех пятерых особ.

## Кавер-версии и другие использования песни
Песня достаточно часто перепевалась различными исполнителями. Кроме уже описанных кавер-версий «Битлз» и The Carpenters наиболее известны следующие:
- В разное время свои кавер-версии этой песни записали американский исполнитель Пэт Бун, группа The Saturdays, британская группа Mike Sheridan & The Nightriders, уругвайская группа El Cuarteto de Nos.
- Кавер-версия The Carpenters была использована для подготовки сингла «Oh Yes» рэпером Джуэлзом Сантаной (2005 г.), а также для рэперской композиции Лила Уэйна «Mr. Postman».
- Оригинальная версия песни в исполнении The Marvelettes звучит в сцене драки в фильме «Злые улицы» (1973).
- В фильме «Действуй, сестра 2» песня (в исполнении Вупи Голдберг) входит в состав композиции «The Greatest Medley Ever Told».
- Песня использовалась в качестве музыкальной заставки американским радиошоу The Rob, Arnie, and Dawn Show и британской телепередачей SMTV Live.
- Песня пародируется в одной из серий мультсериала «Финес и Ферб».
- Отсылка к данной песне имеется в начальных строках композиции «Home» группы Bone Thugs-n-Harmony.
- Исполнялась в составе попурри японской идол-группой Morning Musume на рождественской телепередаче «Sanma’s Happy X’mas Show».